# Тарасов, Михаил Михайлович (врач)
Михаи́л Миха́йлович Тара́сов (23 января 1904, Струнино, Александровский район — не ранее 1968, Москва, СССР) — советский военный и медицинский деятель, организатор. Участник Октябрьской революции, Гражданской войны, партизанского движения в Великой Отечественной войне. Член КПСС.

## Биография
Родился в 1904 году в Струнино.
С 1915 года — рабочий кирпичной фабрики и красильного завода в Струнине.
Участник Октябрьской революции: комсорг Струнинской красильной фабрики.
Участник Гражданской войны.
В 1921—1927 гг. — студент рабфака МГУ, студент медицинского факультета МГУ.
В 1928—1930 гг. — фельдшер-наркотизатор Института им. Н. В. Склифосовского.
Окончил Институт красной профессуры.
В 1933—1937 гг. — врач-консультант Лечебной комиссии ЦК ВКП(б) и Лечебно-санитарного управления Кремля.
В 1937—1939 гг. — врач-ординатор Басманной больницы и одновременно — заведующий хирургическим отделением диспансерного объединения им. Нансена.
В 1939—1941 гг. — старший ординатор хирургического отделения 616-го Полевого подвижного госпиталя, преподаватель военно-полевой хирургии на Курсах усовершенствования медицинского состава Московского военного округа.
Участник Великой Отечественной войны: главный хирург и помощник командира по санитарной службе, комиссар партизанского соединения Героя Советского Союза генерал-майора М. И. Наумова
В 1945—1952 гг. — заместитель директора Центрального института травматологии и ортопедии.
В 1952—1968 гг. — директор Научно-исследовательского института скорой помощи им. Н. В. Склифосовского. Его сменил на посту Б. Д. Комаров.
Умер в Москве.

## Награды
- Орден Ленина (1945)
- Орден Трудового Красного Знамени (1961)
- Постановлением Госсовета ПНР от 17.01.1964 за номером 0/27 был удостоен Золотого Креста Virtuti Militari[2].